# Туроне ди Максио
Туроне ди Максио, Туроне да Верона (итал. Turone di Maxio, Тurone di Maxio da Camenago, Turone da Verona) — живописец, архитектор и живописец-миниатюрист итальянского проторенессанса, работавший в регионе Вероны на севере Италии, в области Венето, во второй половине XIV века. Художник, вероятно, ломбардского происхождения.

## Биография
Даты рождения и смерти этого художника, работавшего в Вероне во второй половине XIV века и задокументированного с 1356 по 1387 год, в точности неизвестны. Туроне является типичным представителем венециано-падуанской школы живописи, наследовавшей уроки Джотто, который оказал значительное влияние на местных художников благодаря своим произведениям: росписям капеллы Скровеньи, базилики дель Санто (позднее утрачены) и в палаццо делла Раджоне в Падуе. Для Туроне характерно ещё более смелое использование цвета и пространства в стиле Джотто. Вершины этого живописного подхода достиг Альтикьеро да Дзевио, вероятно, ученик Туроне.
Среди наиболее значительных произведений, приписываемых Туроне, — фреска с изображением Распятия на контрфасаде церкви Сан-Фермо-Маджоре в Вероне. Ещё одно место, где можно увидеть работы Туроне, — это церковь Санта-Анастасия, также в Вероне. Редкие произведения из дерева, дошедшие до нас и приписываемые Туроне, находятся в музее Кастельвеккьо в Вероне.
Туроне также известен в качестве живописца-миниатюриста.

## Галерея

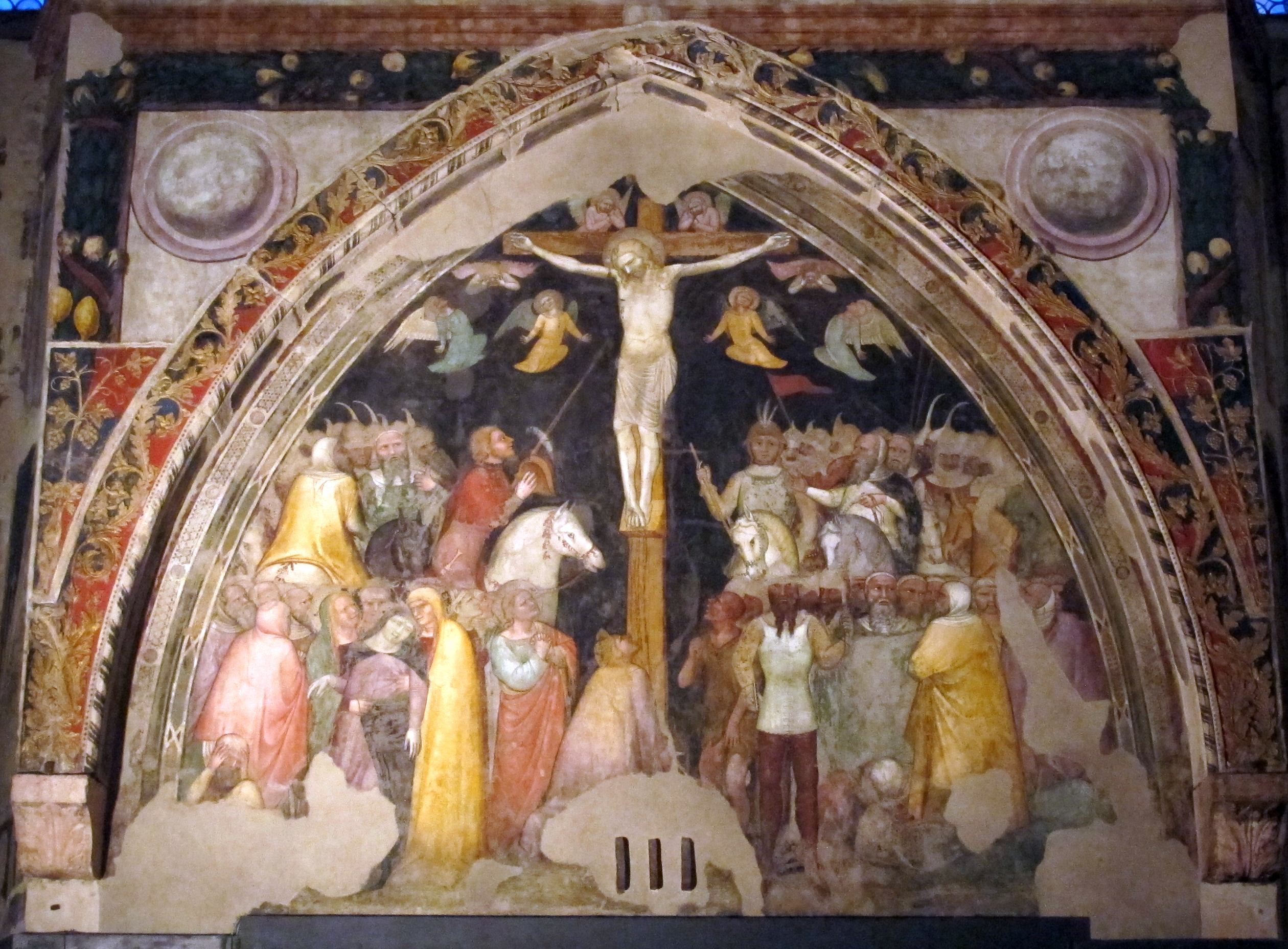
Распятие. Ок. 1350. Фреска. Церковь Сан-Фермо-Маджоре, Верона
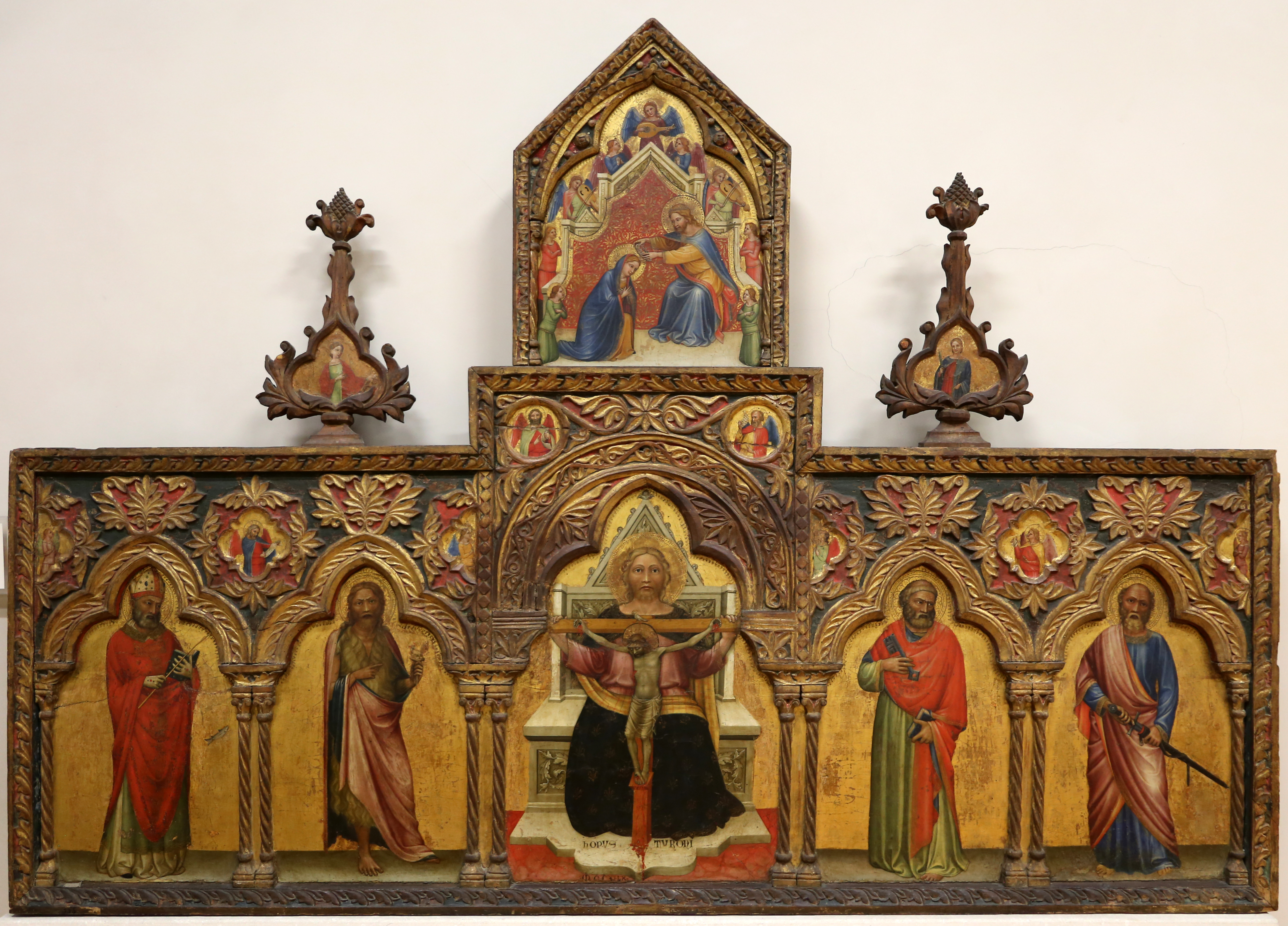
Полиптих Святой Троицы. 1360. Дерево, темпера, золочение. Музей Кастельвеккьо, Верона
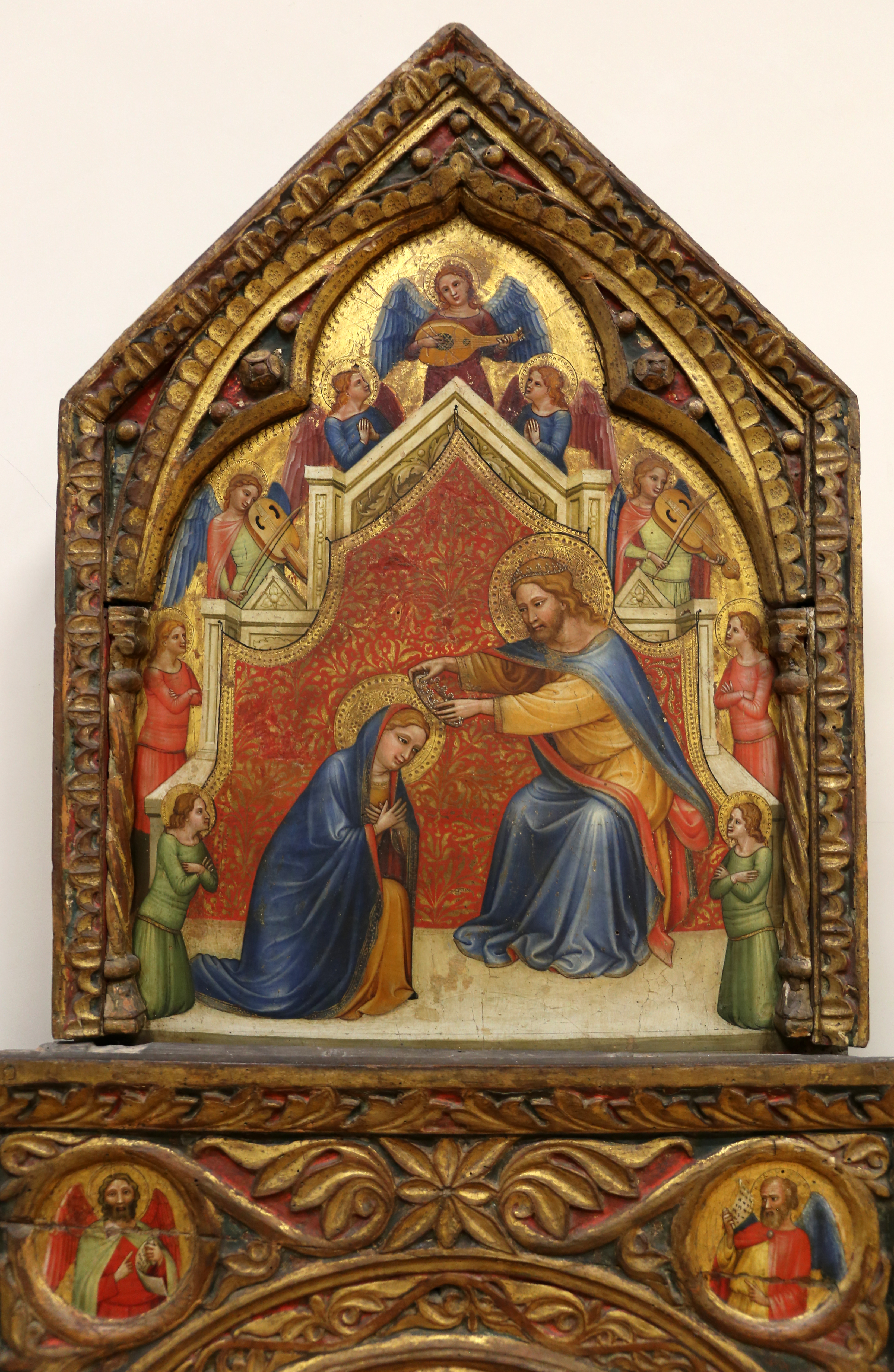
Благовещение. Деталь Полиптиха Святой Троицы
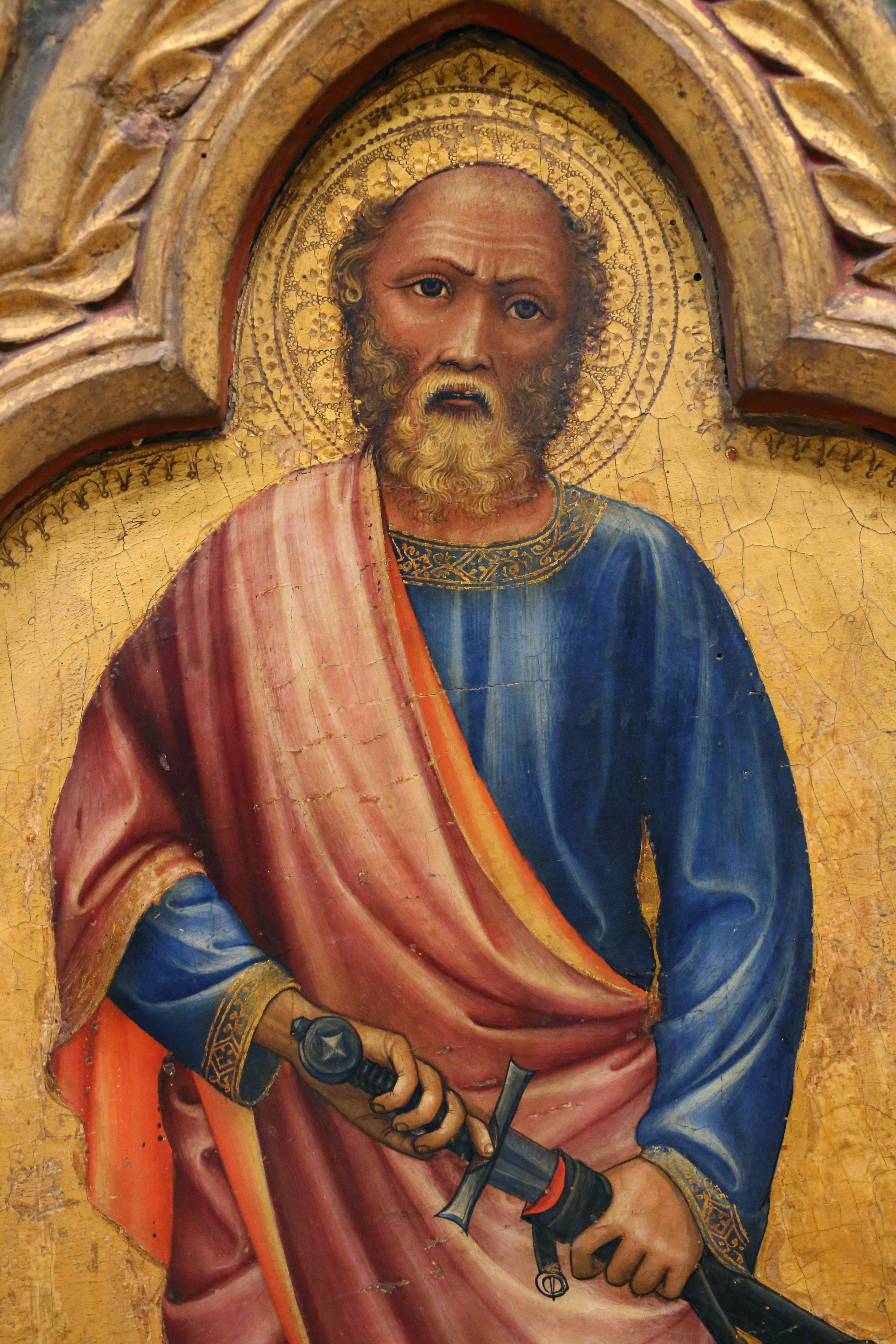
Апостол Павел. Деталь Полиптиха Святой Троицы
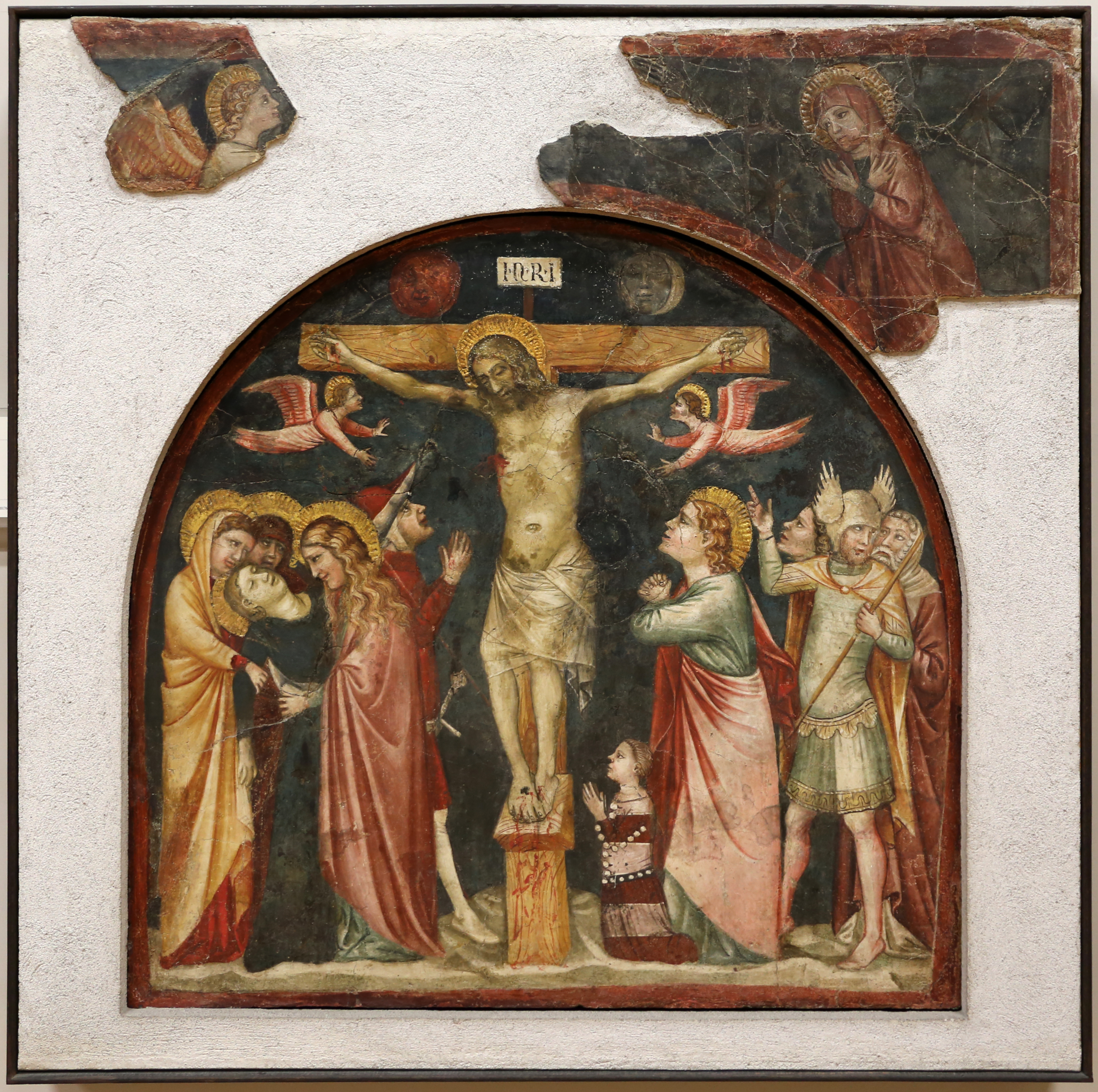
Распятие. 1350-1400. Фреска. Музей Кастельвеккьо, Верона
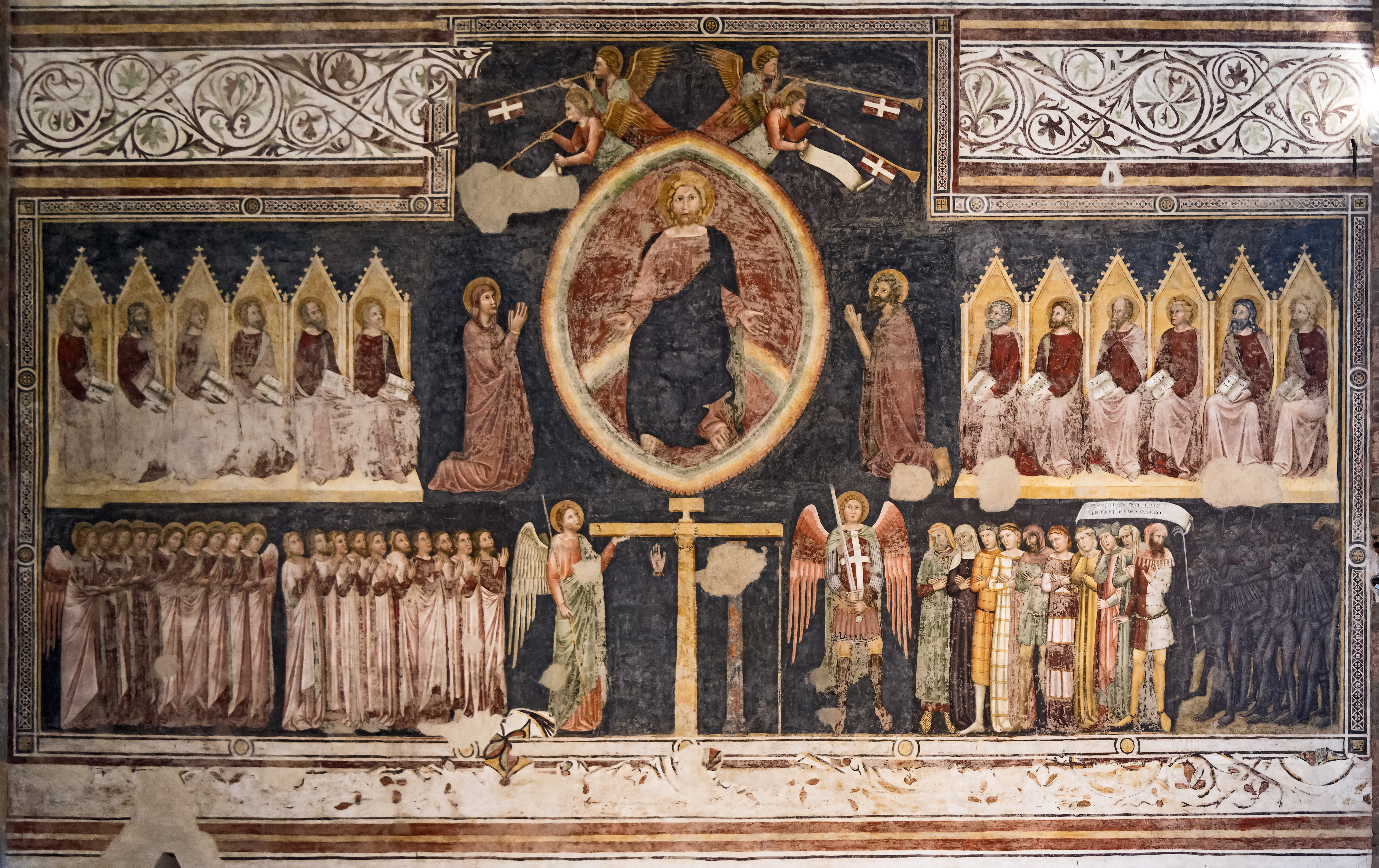
Страшный суд. 1360. Фреска правой стены апсиды церкви Санта-Анастасия, Верона